# Julian Gromnicki
Julian Tymoteusz Leon Gromnicki herbu Prawdzic (ur. 13 stycznia 1897 w Kopyczyńcach, zm. 17 sierpnia 1920 pod Zadwórzem) – student, plutonowy ułan-ochotnik w Małopolskich Oddziałach Armii Ochotniczej, kawaler orderu Virtuti Militari.

## Życiorys

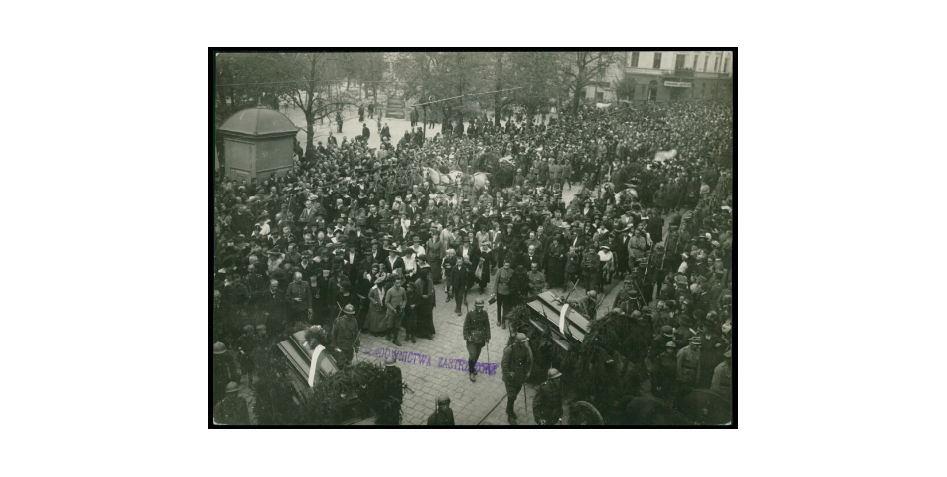
Kondukt pogrzebowy siedmiu żołnierzy (w tym Juliana Gromnickiego) poległych w bitwie pod Zadwórzem

Julian Gromnicki urodził się 13 stycznia 1897 w rodzinnym majątku Laskowce. Był synem Jana Duklana Gromnickiego i Jadwigi z Kozłowskich. Studiował na Politechnice Lwowskiej.
Wobec agresji sowieckiej Julian Gromnicki wstąpił, 20 lipca 1920, ochotniczo do Małopolskich Oddziałów Armii Ochotniczej, a następnie do dywizjonu jazdy Detachementu rtm. Abrahama, gdzie służył w stopniu plutonowego. W okresie wojny polsko-bolszewickiej przeszedł cały szlak bojowy Detachementu rtm. Abrahama. Zginął w bitwie pod Zadwórzem 17 sierpnia 1920. Ciała polskich żołnierzy zostały zmasakrowane przez bolszewików, jednak ciało Juliana Gromnickiego, jako jedno z siedmiu, zostało zidentyfikowane i przewiezione do Lwowa. W dniu 18 września 1920 odbył się we Lwowie uroczysty pogrzeb poległych pod Zadwórzem. Polegli żołnierze zostali pochowani na Cmentarzu Obrońców Lwowa w specjalnie utworzonej Kwaterze Zadwórzaków. Ciało Juliana zostało jednak wkrótce przez rodzinę ekshumowane i przeniesione do kaplicy rodzinnej w Laskowcach.

## Odznaczenia
Dekretem z 22 czerwca 1922 plut. Julian Gromnicki został pośmiertnie odznaczony Krzyżem Srebrnym Virtuti Militari (klasa V) (numer 8071).